# Anne Wojcicki
Anne E. Wojcicki (Contea di San Mateo, 28 luglio 1973) è un'imprenditrice e filantropa statunitense, cofondatrice e amministratrice delegata della società di genomica 23andMe.

## Biografia
Wojcicki, la più giovane di tre figlie, è nata nella contea di San Mateo in California. I suoi genitori sono Esther Hochman, educatrice, e Stanley Wojcicki, professore emerito di fisica presso l'Università di Stanford. Sua madre è una ebrea americana e suo padre è polacco. Le sue due sorelle sono Susan Wojcicki, CEO di YouTube ed ex dirigente di Google, e Janet Wojcicki, antropologa della Università della California, San Francisco. Wojcicki è cresciuta nel campus di Stanford. Quando aveva due anni, ha imparato a pattinare, ma poi ha smesso e ha iniziato a giocare a hockey su ghiaccio.
Ha frequentato la Gunn High School a Palo Alto, è stata redattrice del giornale scolastico The Oracle e ha vinto una borsa di studio per le sue cronache sportive. Wojcicki ha frequentato l'Università Yale, dove è stata pattinatrice agonistica e ha giocato nella squadra femminile di hockey su ghiaccio del college. Si è laureata in biologia nel 1996. Ha svolto ricerche di biologia molecolare presso il National Institutes of Health e l'Università della California, San Diego.
Dopo la laurea, Wojcicki ha lavorato come consulente sanitaria presso Passport Capital, un fondo di investimento con sede a San Francisco, e Investor AB. Per 4 anni è stata analista degli investimenti nel settore sanitario, occupandosi della supervisione degli investimenti nella assistenza sanitaria e concentrandosi sulle aziende di biotecnologia. Delusa dalla cultura di Wall Street e dal suo atteggiamento nei confronti dell'assistenza sanitaria, abbandona nel 2000, con l'intenzione di sottoporsi all'MCAT e iscriversi alla scuola di medicina. Ma ha preferito concentrarsi sulla ricerca.
Nel 2006 ha cofondato 23andMe con Linda Avey. 23andMe è una società privata di genomica e biotecnologia con sede a Mountain View che fornisce test genetici. L'azienda prende il nome dalle 23 coppie di cromosomi in una cellula umana normale. Il kit di test del genoma dell'azienda è stato nominato "Invenzione dell'anno" dalla rivista Time nel 2008. Wojcicki è anche membro di Xconomists, un team di consulenti editoriali per la società di news e media Xconomy. Nell'ottobre 2013 Fast Company ha nominato Wojcicki "The Most Daring CEO".

## Vita privata
Wojcicki ha sposato il cofondatore di Google Sergey Brin nel maggio 2007. Il loro figlio Benji Wojin è nato nel dicembre 2008 e la figlia Chloe Wojin è nata alla fine del 2011. La coppia ha cessato di vivere insieme nel 2013  e i due hanno divorziato nel 2015.